# Westzaan
Westzaan est une ville de la province de Hollande-Septentrionale aux Pays-Bas. Elle fait partie de la commune de Zaanstad. Elle est située à environ 13 km au nord-est d'Amsterdam.
Le village  compte 2 130 habitants. Le district statistique (ville et campagne environnante) compte 4 580 habitants (2005).

## Personnalités liées à Westzaan
- Willem Bruigom Tip (1736-1813), homme politique néerlandais.

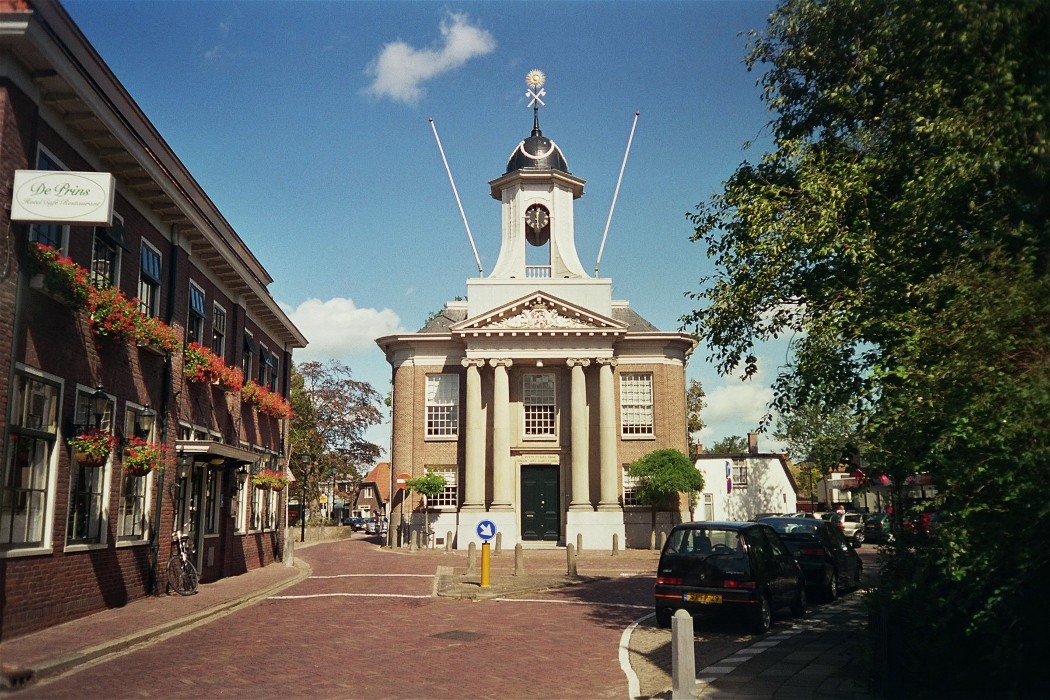
L'ancien hôtel de ville de Westzaan, construit entre 1781 et 1783